# Frida Braxell
Frida Christina Braxell, född 15 maj 1990, är en svensk vissångerska och låtskrivare.

## Biografi
Braxell är uppvuxen i Tuve i Göteborg men är sedan 2020 bosatt i Stockholm. Hon skriver alla låtar själv med berättande texter på svenska, direkt tagna ur livet. Hon tar sig an såväl enkla som svåra ämnen och har liknats vid artister som Lars Winnerbäck och Lisa Ekdahl. Hon har genom åren gett ut 4 album och flera singlar.
Singeln Bitar av himlen (2022) skrevs efter att Braxell drabbats av en kris i form av svår sjukdom i familjen, men är formulerad så att andra som drabbats av andra livskriser ska kunna känna igen sig. Den beskrivs som en vemodig låt som fångar känslan av tomhet, när man hamnat i något av en inre kris och tappat bort sig själv.
Singeln Vem vet? (2023) beskrivs som skriven på ett otvunget vis, om det där man drömde om, vad det blev och vart det fortfarande kan ta vägen, med ett bekant men fräscht 80-talsaktigt sound.

## Diskografi

### Album
- 2012 – Fattiga Riddare
- 2016 – Försök igen när det blir vår
- 2019 – Livet & ångesten
- 2023 – Allt vi trodde på

### Singlar
- 2016 – Hej Danne
- 2016 – Gatorna på Söder
- 2016 – Duggregn
- 2016 – Skrubbsår
- 2017 – Man känner aldrig sig så fri
- 2017 – Dagarna vi minns
- 2018 – Livet & ångesten
- 2018 – Parkerna och lundarna i stan
- 2019 – Jag ser ljuset
- 2021 – Nästa år är vårt
- 2022 – Långt eller ingenstans
- 2022 – Allt vi trodde på
- 2022 – Bitar av himlen
- 2023 – Vem vet?